# Giovanni Noto

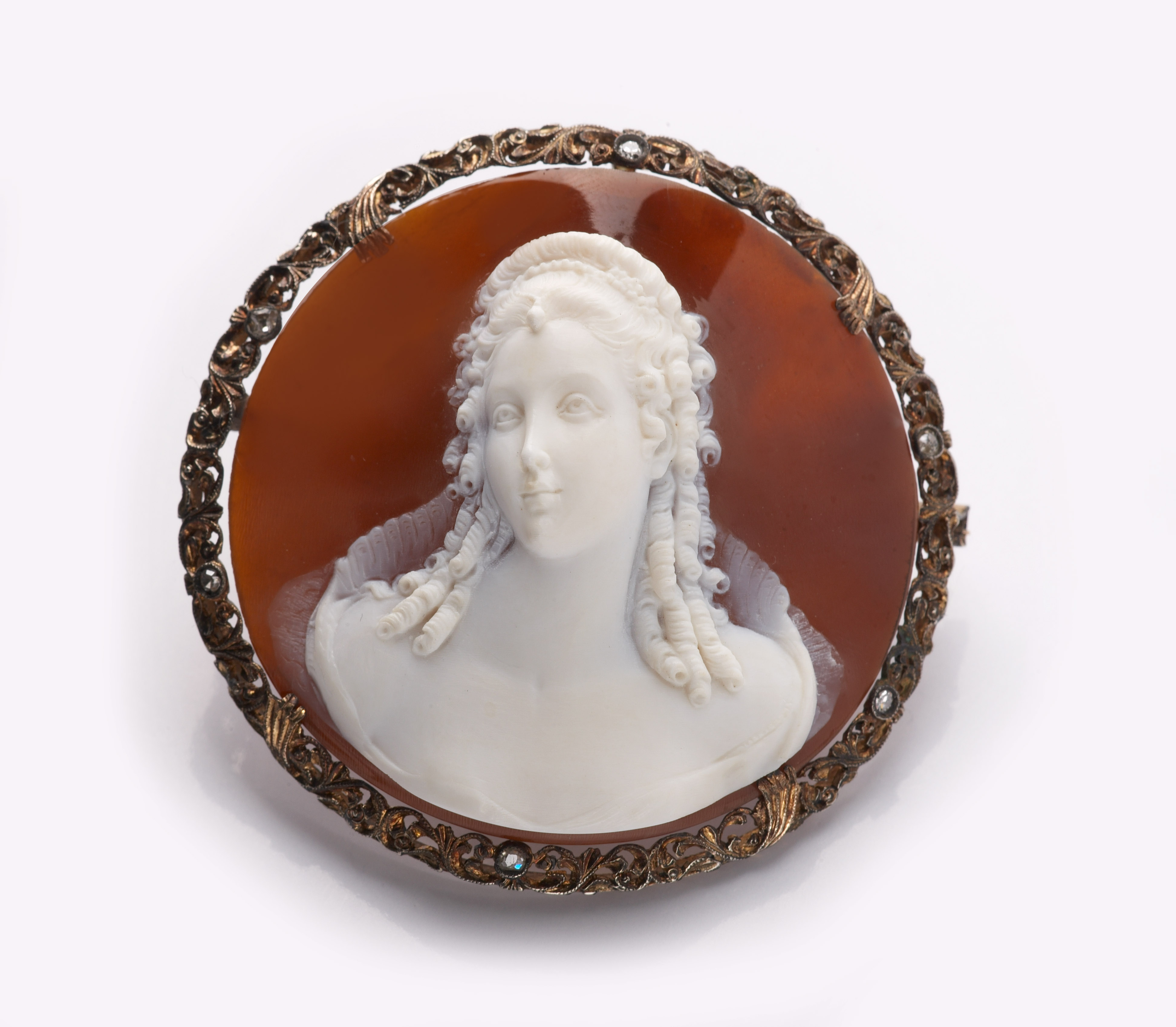
Giovanni Noto, cammeo in conchiglia (cassis madagascariensis), oro 18 Kt. e diamanti. 1950.

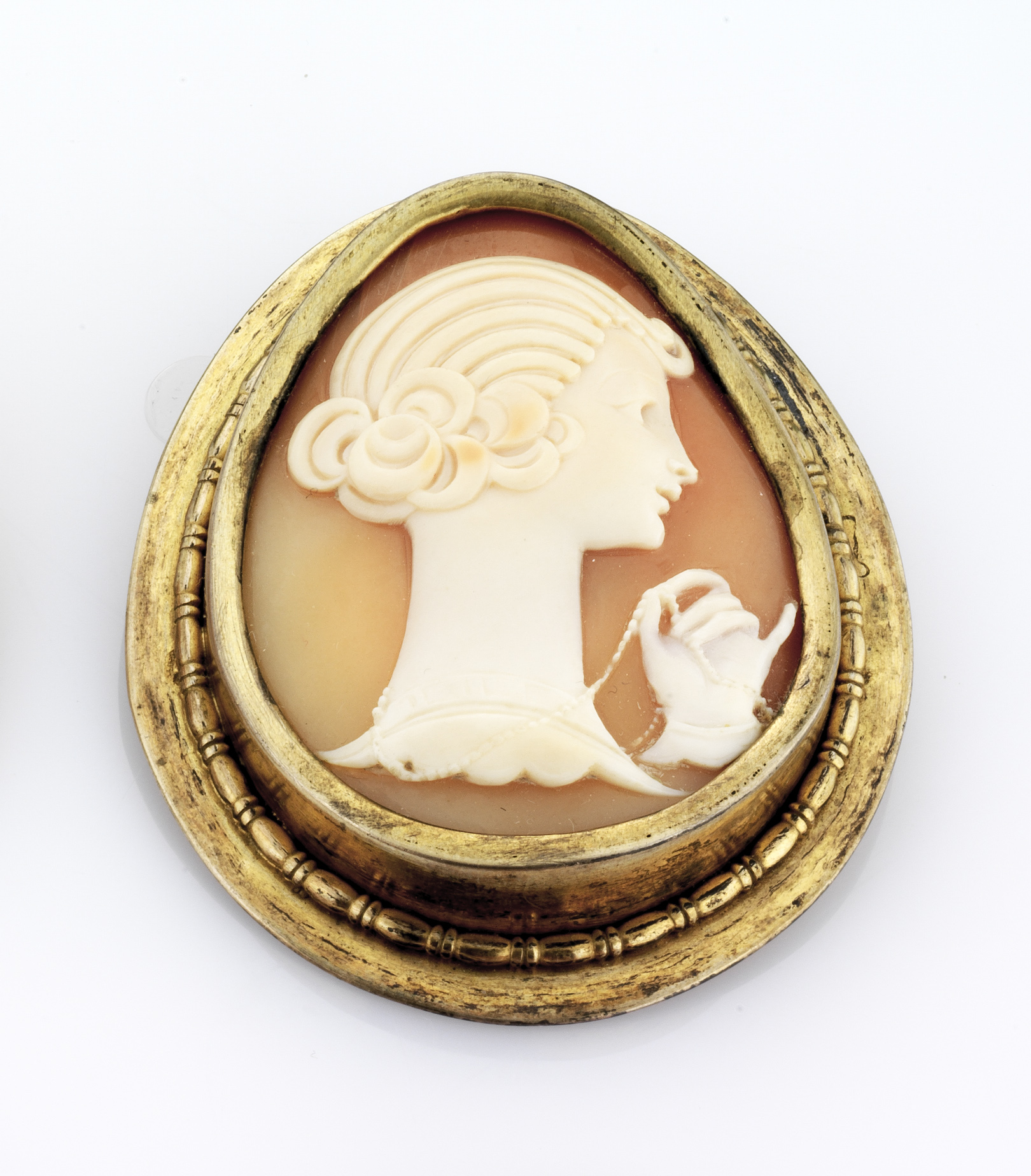
Giovanni Noto, cammeo in conchiglia (cassis rufa) e oro 18 Kt. 1932

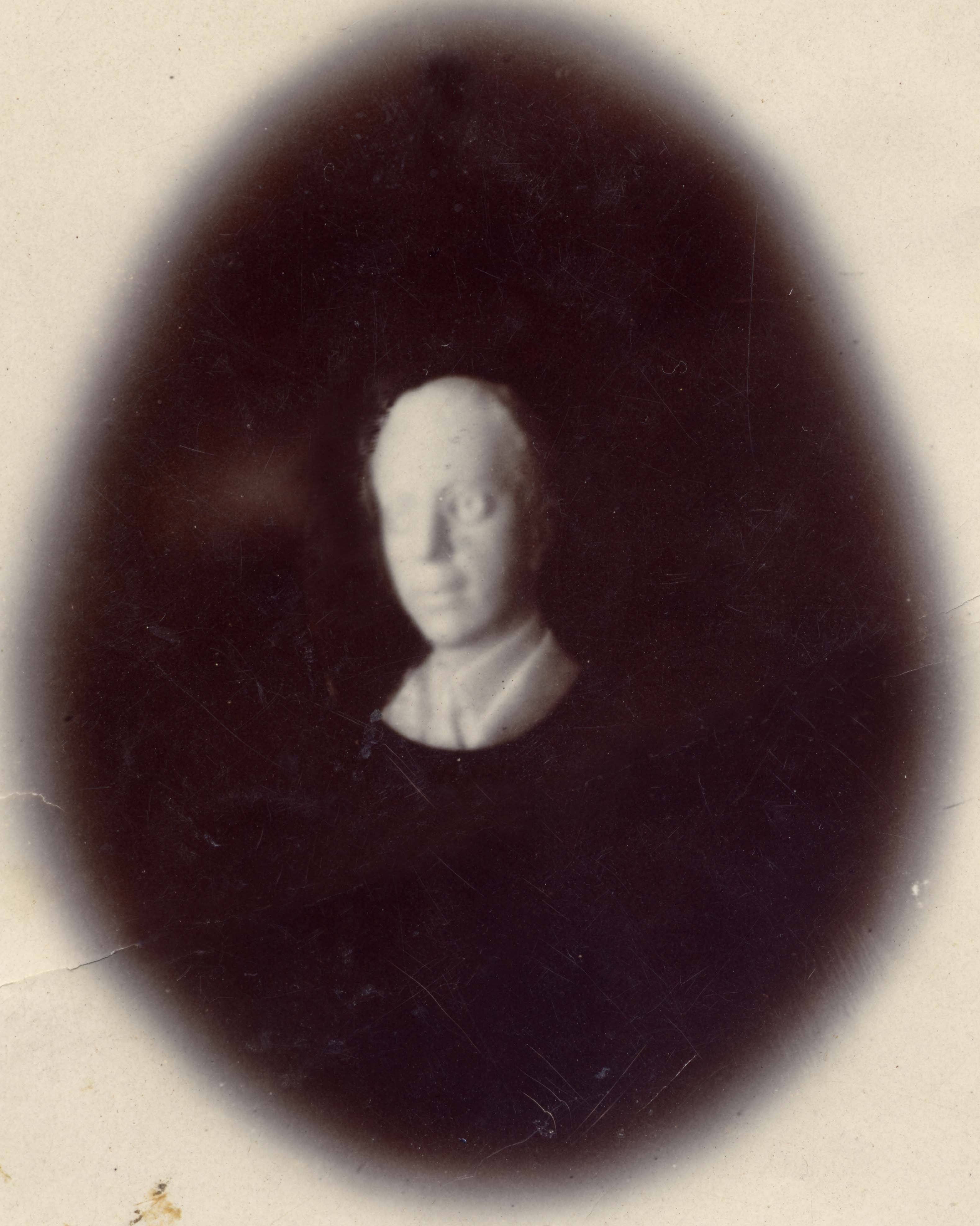
Giovanni Noto, diapositiva di cammeo in conchiglia (ritratto di un giovane Enrico De Nicola), 1927

Giovanni Noto (Torre del Greco, 1902 – 1985) è stato un incisore italiano.

## Biografia
Nato a Torre del Greco nel 1902, all'età di 17 anni vinse il primo premio dell'arte dell'incisione, divenendo un anno dopo incisore ufficiale della Casa Reale, ricevendo per tale incarico un compenso mensile di 100 Lire.
Ottenne il titolo di Maestro Incisore e gli furono affidati numerosi incarichi ufficiali, tra i quali il lavoro per celebrare la traversata aerea dell'Oceano Atlantico senza scalo effettuata da Charles Lindbergh nel 1927, oggi esposto e conservato in un museo di New York. 
Lavorò inoltre per importanti gioiellieri internazionali (Cartier, Bulgari).

Nel 1947 assunse la direzione artistica della ditta Giovanni Apa di Torre del Greco, produttrice di cammei, carica che mantenne fino alla morte nel 1985.  
Fu nominato Ambasciatore dell'arte dall'Italia per promuovere il cammeo e l'arte dell'incisione nel mondo.
Per le sue straordinarie capacità artistiche si è meritato una laurea honoris causa all'Accademia delle Belle Arti.

## Opere
Manifesto della sua Arte è considerata la Venere, conservata al Museo del Louvre a Parigi.
Numerose opere gli furono commissionate dalla Repubblica Italiana come regali ufficiali, tra i quali un'opera offerta per le nozze di Carlo e Diana d'Inghilterra e il ritratto del Primo Ministro Francese Edouard Herriot.
Sue opere sono esposte nel Museo del cammeo di Tokyo, nel Museo del corallo e del cammeo di Torre del Greco e nella cattedrale di Notre Dame a Parigi.    
La televisione giapponese gli dedicò dei servizi negli anni '70 e 80 sulla sua arte incisoria.
È stato definito Michelangelo del bulino.

## Memoria storica
Per contribuire alla memoria storica ed artistica del Maestro, nel 2008 la famiglia Noto, in collaborazione con la Rovian Gioielli Italiani, ha organizzato una suggestiva esposizione al Centro Orafo "Il Tari", con le opere più rappresentative che l'artista ha lasciato in eredità.
In seguito all'esposizione, è stato creato il museo del cammeo "Giovanni Noto", con documenti e opere del Maestro.